# Vergante
Il Vergante (Vargànt o Vergànt nei dialetti locali) è un territorio collinare e lacustre posizionato politicamente a cavallo fra le province di Novara e del Verbano-Cusio-Ossola, fisicamente tra il lago Maggiore a est, il Mergozzolo (Mottarone) a ovest, il Golfo Borromeo e la parte finale del fiume Toce a nord e le Colline novaresi a sud. Per la posizione geografica il Vergante, insieme al Cusio, è posizionato nell'area geografica dell'Alto Novarese (zona laghi e Mottarone), il resto della provincia di Novara è suddiviso dal Medio Novarese (Colline Novaresi e vigneti) e dal Basso Novarese (Pianura Padana e risaie). Il toponimo "Vergante", nell'Alto Novarese, indica, in particolare il settore orientale di queste colline, ovvero quello che si affaccia sul lago Maggiore dove per circa quattro secoli, dal XIV alla fine del XVIII secolo, era operante una struttura amministrativa territoriale chiamata Comunità del Vergante.

## Geografia fisica
I confini geografici del Vergante, in senso orario partendo da sud, sono:
-a sud confina con le Colline novaresi propriamente dette (medio novarese) marcando le delimitazioni comunali dei paesi;
-a ovest il Mergozzolo fa da confine con il Lago d'Orta e il Cusio;
-a nord il Golfo Borromeo lo divide dalla Regione geografica del Verbano (Verbania e dintorni) e la parte finale Toce lo divide dalla Val d'Ossola;
-a est il Lago Maggiore lo divide dalla Lombardia.

### Montagne
I rilievi del Vergante appartengono alla catena montuosa delle Alpi Biellesi e Cusiane e le cime caratterizzanti sono quelle del Mergozzolo, in particolare la vetta principale Mottarone e la cima secondaria del Monte Cornaggia. Altri rilievi degni di nota sono L'Olmo, il Monte del Falò, il Motto Sale e il Monte Oleggiasco.

### Collina
Il Vergante è un territorio prevalentemente collinare, dove la "pianura" è limitata esclusivamente alla coste del Lago Maggiore e alla città di Arona (centro principale) mentre la parte collinare è parte totale dell'Alto Vergante e parte del Basso Vergante.

### Laghi
Il Vergante comprende la buona porzione del Lago Maggiore tra la fine dello stesso e il Golfo Borromeo e comprende tre delle quattro Isole Borromee (Madre, Bella, Pescatori). Altri laghetti minori sono presenti nel Parco dei Lagoni di Mercurago.

### Fiumi
Uno dei principali fiumi è l'Erno, mentre altri corsi minori sono il Tiaschiella, la Valleggia e il Vevera. Un altro fiume molto importante per la provincia di Novara è l'Agogna che nasce a 1117 m s.l.m. sul Mottarone e prosegue per la "Strada delle Due Riviere" tra Cusio e Vergante.

## Geografia politica
Il Vergante si suddivide in Basso Vergante e Alto Vergante; quest'ultimo toponimo indica i paesi dell'altopiano a dominio del Lago Maggiore compresi tra Oleggio Castello e Levo di Stresa, mentre il Basso Vergante indica i paesi in pianura (o in colline prossime alla sponda lacustre) che costeggiano il Lago compresi tra Dormelletto e Feriolo. Dal 17 dicembre 2001, per libera adesione dei comuni partecipanti, Belgirate, Lesa e Meina hanno costituito l'Unione dei Comuni Collinari del Vergante, ora denominata, Unione dei Comuni del Vergante . 
L'elenco dei paesi (comuni e frazioni): 

### Basso Vergante
- Arona - 212 m s.l.m.
- Baveno - 205 m s.l.m.
- Belgirate - 199 m s.l.m.
- Dormelletto - 236 m s.l.m.
- Dormello (Dormelletto) - 200 m s.l.m. ca.
- Feriolo (Baveno) - 195 m s.l.m.
- Isola Bella (Stresa) - 200 m s.l.m. ca.
- Isola dei Pescatori (Stresa) - 200 m s.l.m. ca.
- Isola Madre (Stresa) - 200 m s.l.m. ca.
- Lesa - 198 m s.l.m.
- Meina - 214 m s.l.m.
- Mercurago (Arona) - 225 m s.l.m.
- Solcio (Lesa) - 210 m s.l.m.
- Stresa - 200 m s.l.m.
- Villaggio Bezzi (Belgirate) - 240 m s.l.m.

### Alto Vergante
- Alpino (Gignese) - 768m s.l.m.
- Barquedo (Invorio) - 366m s.l.m.
- Brovello (Brovello-Carpugnino) - 445m s.l.m.
- Calogna (Lesa) - 522m s.l.m.
- Campino (Stresa) - 380m s.l.m.
- Carpugnino (Brovello-Carpugnino) - 454m s.l.m.
- Colazza - 517m s.l.m.
- Comnago (Lesa) - 480m s.l.m.
- Dagnente (Arona) - 376m s.l.m.
- Fosseno (Nebbiuno) - 596m s.l.m.
- Ghevio (Meina) - 374m s.l.m.
- Gignese - 707m s.l.m.
- Invorio - 416m s.l.m.
- Invorio Superiore [(Invorio) Paruzzaro] - 412m s.l.m.
- Levo (Stresa) - 600m s.l.m.
- Magognino (Stresa) - 465m s.l.m.
- Massino Visconti - 465m s.l.m.
- Mescia (Invorio) - 396m s.l.m.
- Monte (Massino Visconti) - 650m s.l.m.
- Montrigiasco (Arona) - 424m s.l.m.
- Nebbiuno - 430m s.l.m.
- Oleggio Castello (Paruzzaro) - 293m s.l.m.
- Orio (Invorio) - 450m s.l.m. ca.
- Paruzzaro - 334m s.l.m.
- Pisano - 396m s.l.m.
- Poggio Alto (Nebbiuno) - 750m s.l.m.
- Poggio Radioso (Nebbiuno) - 600m s.l.m.
- San Grato (Paruzzaro) - 365m s.l.m.
- San Salvatore (Massino Visconti) - 695m s.l.m.
- Sasso Papale (Gignese) - 765m s.l.m.
- Sant'Eufemia (Paruzzaro) - 334m s.l.m.
- Someraro (Stresa) - 600m s.l.m.
- Stropino (Brovello-Carpugnino) - 500m s.l.m.
- Talonno (Invorio) - 365m s.l.m.
- Tapigliano (Nebbiuno) - 485m s.l.m.
- Vezzo (Gignese) - 537m s.l.m.

## Storia

### La Comunità del Vergante
Già nel XIV secolo Meina, Lesa e il Vergante avevano Statuti Comunali e un processo di integrazione molto avanzato, tanto da avere un organo unico di governo: il Consiglio Generale del Vergante. Dalla versione approvata dall'arcivescovo Antonio da Saluzzo nel 1389, si apprende che gli Statuti di Meina, Lesa e del Vergante contengono 146 norme di carattere amministrativo che servivano a regolare la società di allora da un punto di vista morale, amministrativo, economico e patrimoniale. Su tutto presiedeva, a fianco del podestà, nominato dall'arcivescovo, il Consiglio Generale del Vergante, composto da dodici consiglieri nominati dai consoli delle varie comunità.
Filippo Borromeo nel 1455 dispose la revisione degli Statuti del Vergante ai quali aggiunse nove capitoli. Nello stesso anno si decise anche che l'Assemblea dei Consoli dei vari paesi si dovesse tenere a Lesa nella casa di tale Eustachio Landomi che diventò il Palazzo della Comunità del Vergante. 
Alla fine del XVIII secolo la Comunità del Vergante si dissolse sotto l'incalzare delle armate napoleoniche e del nuovo ordine europeo. 
È noto un bando del 9 marzo 1793 nel quale sono puntigliosamente elencate le comunità che facevano parte del Vergante qualche anno prima della sua fine: Arona; Baveno con Feriolo; Belgirate; Brisino con Vedasco, Passera e Binda; Brovello; Calogna; Carpugnino; Chignolo (composto dall'Is(ol)a Bella, Isola dei Pescatori (Superiore), Isola Madre, Levo, Sommararo, Campino e Carciano); Colazza; 
Comnago; Corciago e Nebbiuno; Dagnente; Dormelletto; Fosseno; Ghevio con Silvera; Graglia;
Lesa con Solcio, Solcietto e Villa Lesa; Magognino; Meina; Nocco; Pisano; Sovazza; Stresa con mezza Stresa; Stropino; Tapigliano; Vezzo.

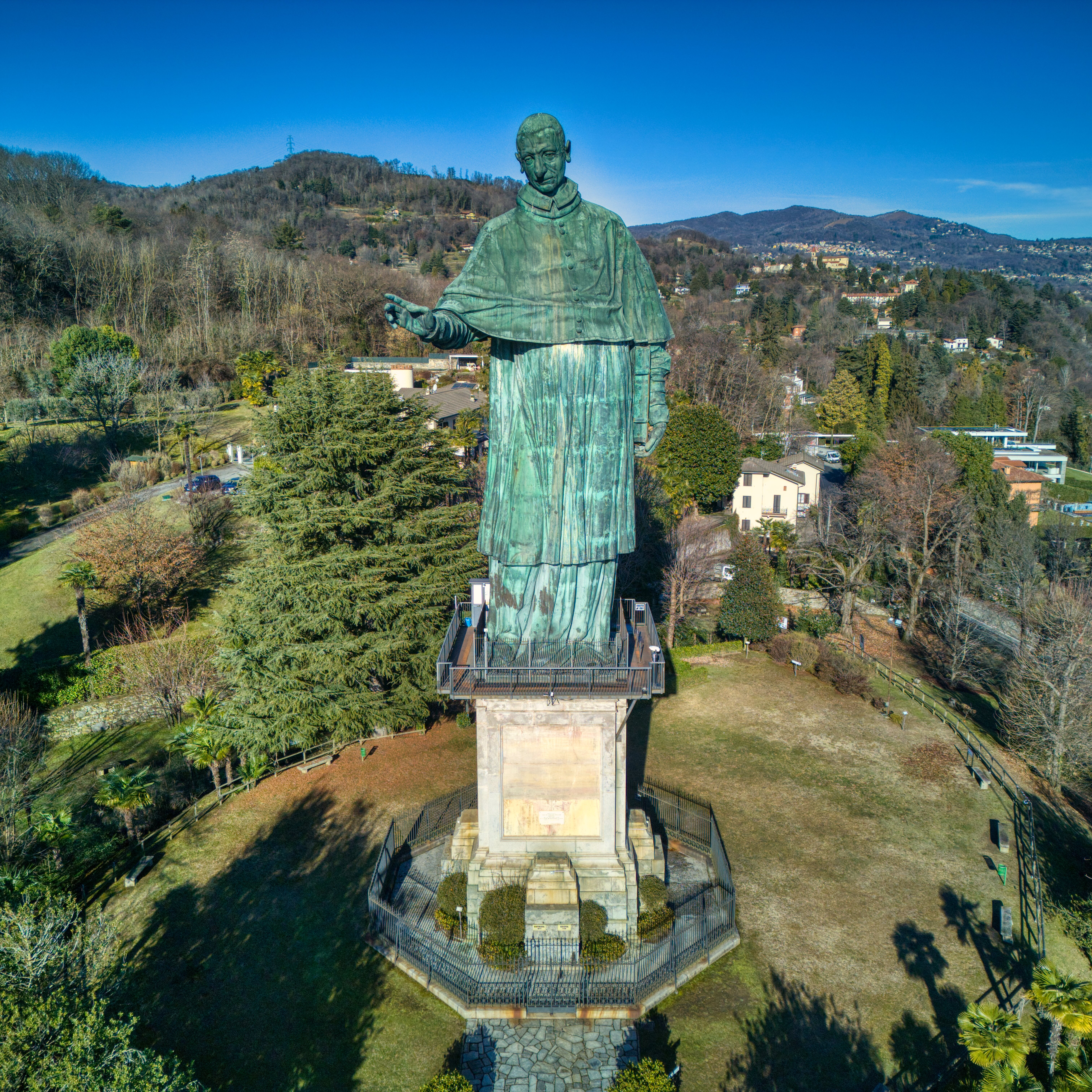
Statua di San Carlo in località San Carlo (Arona) (NO)

## Demografia e lingue

### Lingue e dialetti
Nel Vergante, oltre all'Italiano regionale, vengono parlati numerosi dialetti: 
-nell'Alto Vergante i dialetti possono essere inseriti nel macrogruppo dei dialetti novaresi, difatti sono presenti caratteristiche tipiche dei dialetti che possiamo trovare in provincia come la desinenza piemontese -uma per la prima persona plurale (mangiuma, anduma, fuma...) o la vocalizzazione della L in U (caud, fauss, aut); in alcuni paesi o frazioni si possono trovare anche esemplari di dialetti con la desinenza -è per l'infinito in -are (mangè, andè/nè, fè) soprattutto in frazioni di Paruzzaro e Invorio (come San Grato, Barquedo, Mescia e Talonno) che vengono influenzati dai comuni limitrofi come Borgomanero, Gattico (Gattico-Veruno) o Briga Novarese...
-nel Basso Vergante invece i dialetti vengono inseriti a pieno nel gruppo della Lingua lombarda-verbanese, troviamo infatti nel dialetto Aronese tratti tipici del dialetto verbanese e dei dialetti vicini della sponda lombarda del Lago Maggiore.

### Comuni più popolosi
Il Vergante conta circa 43 600 abitanti, che sono per lo più distribuiti nei centri urbani localizzati sulle rive del Lago Maggiore. Il centro principale del territorio è Arona, dove si concentrano le attività commerciali, le scuole e i servizi più rilevanti. Stresa, città a vocazione preminentemente turistica, è il secondo comune per numero di abitanti. 
Di seguito è riportata la lista dei cinque comuni del Vergante più popolosi, aggiornata al 01/01/2018.:
| Posizione | Città   | Provincia            | Popolazione (ab) | Superficie (km²) | Densità (ab/km²) | Altitudine (m s.l.m.) |
| --------- | ------- | -------------------- | ---------------- | ---------------- | ---------------- | --------------------- |
| 1ª        | Arona   | Novara               | 13 966           | 15,17            | 921              | 212                   |
| 2ª        | Stresa  | Verbano-Cusio-Ossola | 4 913            | 35,36            | 139              | 200                   |
| 3ª        | Baveno  | Verbano-Cusio-Ossola | 4 883            | 17,10            | 286              | 205                   |
| 4ª        | Invorio | Novara               | 4 439            | 17,37            | 256              | 366                   |
| 5ª        | Meina   | Novara               | 2 484            | 7,54             | 330              | 214                   |

## Cultura

### Monumenti e luoghi d'interesse
- Musei
  - Museo dell'Ombrello e del Parasole, Gignese

- Luoghi sacri
  - Colosso di san Carlo Borromeo, Arona